# Науменко Анатолій Максимович
Анатолій Максимович Науменко (нар. 2 жовтня 1941) — український перекладознавець, германіст, літературознавець, методист, доктор філологічних наук, професор.

## Біографія
Закінчив у 1967 році Московський державний університет імені М. В. Ломоносова, філологічний факультет, спеціальність «Німецька мова і література». Там само навчався в аспірантурі й докторантурі і захистив кандидатську («Творчий метод К. Крауса — драматурга», 1976) і докторську («Жанрові особливості австрійської драматургії 1918-1938-х років», 1991) дисертації. Має державні відзнаки, нагороди.

## Наукова діяльність
Автор майже 315 публікацій. Друкується з 1974 року російською (Росія, Україна), українською (Україна), німецькою (Австрія, Голландія, Німеччина, Швейцарія) мовами, перекладався удмуртською (Росія) та німецькою (Австрія). Викладав німецьку філологію, переклад та зарубіжну літературу у декількох вищих навчальних закладах Росії та України.
Головною тематикою його наукових праць є німецькомовна філологія, а проблематикою — національна специфіка та філософія мови, соціальні і національні закономірності літературного процесу, ідіостиль митця, сутність художнього образу в белетристиці, неадекватність лінгвістичного перекладу і необхідність перекладу концептуального та ін. Науменко А. М. є науковим керівником аспірантів і докторантів з чотирьох фахів: перекладознавство, германські мови, загальне мовознавство та зарубіжна література. Був організатором міжнародної конференції «Нові підходи до філології у вищій школі» (1992, 1994, 1996, 1998, 2000, 2002). Науковий редактор, укладач всеукраїнського фахового наукового журналу «Нова філологія»; з № 21 (2005) журнал видавався під новою назвою «Новітня філологія».

## Основні наукові праці
- Das konzeptuelle Ubersetzen: Goethes «Faust» in ostslawischer Ubersetzung. — Zaporizza: Staatliche Universitat Zaporizza, 1999. — 113 S.
- Філологічний аналіз тексту (Основи лінгвопоєтики). Навчальний посібник для студентів вищих навчальних закладів. — Вінниця: Нова книга, 2005. — 416 с. Теорія і практика перекладу. Німецька мова. — Вінниця: Нова книга, 2006. — 410 с. (спільно з Кияком Т. Р. та Огуєм О. Д.)
- Перекладознавство (німецько-український напрям): підручник .- К.: Видавничо-поліграфічний центр «Київський університет», 2008.- 543 с. (спільно з Кияком Т. Р. та Огуєм О. Д.)
- Зібрання творів: у 7 тт.- Миколаїв: Вид-во ЧДУ імені Петра Могили, 2015—2016